# Демократическая партия Канзаса
Демократическая партия Канзаса - филиал Демократической партии в штате Канзас.

## История
С момента своего основания как территории в политике Канзаса в значительной степени доминировала Республиканская партия Канзаса, и в 1857 году Демократическая партия Канзаса была сформирована в попытке обуздать эту тенденцию путем написания конституции, которая сделала бы Канзас штатом, выступающим за рабство. Эта конституция была бойкотирована многими жителями Канзаса.
Демократы Канзаса контролировали Сенат Канзаса только в течение 4 лет (1913-1916) с момента обретения государственности и контролировали Палату представителей Канзаса только в течение шести лет с момента обретения государственности (1913-1914, 1977-1978 и 1990-1991).
С момента основания штата сменилось 12 губернаторов-демократов Канзаса, шестеро из которых были избраны после 1961 года.
Последствия серии протестов против абортов в Уичито, которые раскололи республиканцев Канзаса на умеренные и консервативные фракции, установили современную "трехпартийную политику" на уровне штата. Демократы Канзаса часто извлекают выгоду из этого раскола, формируя коалиции с умеренными республиканцами и независимыми для достижения близкого и полного успеха на выборах и в законодательной сфере, особенно на губернаторских выборах 2002, 2006, 2014 и 2018 годов.

## Washington Days[2]
С 1895 года Демократическая партия Канзаса проводит ежегодный съезд Washington Days convention, состоящий из одного уик-энда собраний, обедов и приемов. Мероприятие заканчивается обращением основного докладчика. Традиционно проводится в столице штата, городе Топика.